# Chùa Bát Tháp
Chùa Bát Tháp có tên chữ là Bát Tháp tự và còn gọi là chùa Vạn Bảo nằm ở phố Đội Cấn, phường Đội Cấn, quận Ba Đình, Hà Nội.

## Lịch sử
Chùa được xây dựng trên ngọn núi Vạn Bảo, một ngọn núi thấp ở kinh thành Thăng Long vào thời Lý - Trần. Đến năm Gia Long thứ 2 (1803), chùa được hình thành từ hợp nhất bởi chùa trên núi Voi và chùa Vạn Bảo thành chùa Bát Tháp. Chùa quay về hướng nam, có tam quan, tòa tam bảo, nhà tổ và khu vườn phía sau. Tòa tam bảo nằm trên vị trí cao nhất của ngọn Vạn Bảo Sơn, có mặt bằng hình chuôi vồ, gồm tiền đường 7 gian, 2 dĩ và hậu cung 3 gian.
Trong chùa hiện còn giữ được nhiều pho tượng, di vật, chạm khắc mang phong cách thế kỷ 19, trong đó có quả chuông đúc năm Gia Long 2 (1803).
Năm 1989, chùa đã được Bộ Văn hóa và thông tin xếp hạng di tích kiến trúc, nghệ thuật.